# Mollinedia argyrogyna
Mollinedia argyrogyna es una especie de planta de flores perteneciente a la familia Monimiaceae. Es endémica de Brasil. Está tratada en peligro de extinción por pérdida de hábitat. 
Aunque está ampliamente distribuida por la zona atlántica de Brasil se encuentra en poblaciones en declive.

## Fuente
- Peixoto, A.L. 1998.  Mollinedia argyrogyna.   2006 IUCN Red List of Threatened Species.   Bajado el 22-08-2007.